# Tachina rubricornis
Tachina rubricornis là một loài ruồi trong họ Tachinidae.